# Жебри-Вежхляс
Жебри-Вежхляс (пол. Żebry-Wierzchlas) — село в Польщі, у гміні Ольшево-Борки Остроленцького повіту Мазовецького воєводства.
Населення — 106 осіб (2011).
У 1975-1998 роках село належало до Остроленцького воєводства.

## Демографія
Демографічна структура станом на 31 березня 2011 року:
|          | Загалом | Допрацездатний вік | Працездатний вік | Постпрацездатний вік |
| -------- | ------- | ------------------ | ---------------- | -------------------- |
| Чоловіки | 58      | 18                 | 29               | 11                   |
| Жінки    | 48      | 12                 | 20               | 16                   |
| Разом    | 106     | 30                 | 49               | 27                   |